# الکل و سرطان
نوشیدنی‌های الکلی توسط مرکز جهانی تحقیقات سرطان (IARC) به عنوان گروه ۱ سرطان‌زاها (سرطان‌زا برای انسان) طبقه‌بندی می‌شوند. IARC مصرف نوشابه‌های الکلی را به عنوان یک از علت‌های سرطان پستان، سرطان روده بزرگ، سرطان کبد، سرطان مری و سرطان دهان، سرطان‌های سر و گردن و سرطان ریه تشخیص می‌دهد و همچنین به عنوان یک علت احتمالی سرطان لوزالمعده.
۳٫۶٪ از موارد سرطان و ۳٫۵٪ مرگ و میر ناشی از سرطان در سرتاسر جهان به علت مصرف الکل (که به‌طور رسمی به عنوان اتانول نیز شناخته می‌شود) می‌باشد.
حتی مصرف اندک و متوسط الکل باعث افزایش خطر ابتلا به سرطان می‌شود.
برخی از کشورها تاکنون پیام‌هایی هشدار دهنده الکل که مصرف‌کنندگان را در مورد الکل و سرطان مطلع می‌کند ارائه داده‌اند.

صنعت الکل سعی کرده‌است به‌طور فعالانه اذهان عمومی را از خطر ابتلا به سرطان در نتیجه مصرف الکل گمراه کند و علاوه بر آن برای حذف قوانینی که وجود برچسب‌های هشدار سرطان همراه نوشیدنی‌های الکلی را الزامی می‌کنند، مبارزه کند. 

## مرگ و میر ناشی از سرطان‌های مرتبط با الکل
استرالیا: مطالعه ای در سال ۲۰۰۹ نشان داد که ۲۱۰۰ استرالیایی هر سال از سرطان‌های مربوط به الکل می‌میرند.
اروپا: مطالعهٔ سال ۲۰۱۱ نشان داد که در بین همهٔ سرطان‌ها، یکی از ۱۰ مورد در مردان و یکی از ۳۳ مورد در زنان سابقه مصرف الکل در گذشته یا در حال حاضر داشتند.

## الکل به عنوان سرطان‌زا یا تسریع کننده سرطان
مرکز جهانی تحقیقات سرطان سازمان جهانی بهداشت الکل را به عنوان گروه ۱ سرطان‌زاها، شبیه آرسنیک، بنزن و آزبست طبقه‌بندی کرده‌است. ارزیابی آن‌ها بیان می‌کند: "شواهد کافی برای اثبات سرطان‌زایی مشروبات الکلی در انسان وجود دارد. … نوشیدنی‌های الکلی در هر مقداری، سرطان زا هستند (گروه 1). "

## عامل خطر سرطان‌های خاص

### مصرف متوسط
یک مطالعه نشان داد که «افزایش مصرف میزان متوسط الکل در زنان با افزایش خطر ابتلا به سرطان حفره دهان و حلق، مری، حنجره، رکتوم، پستان و کبد و … همراه است.»

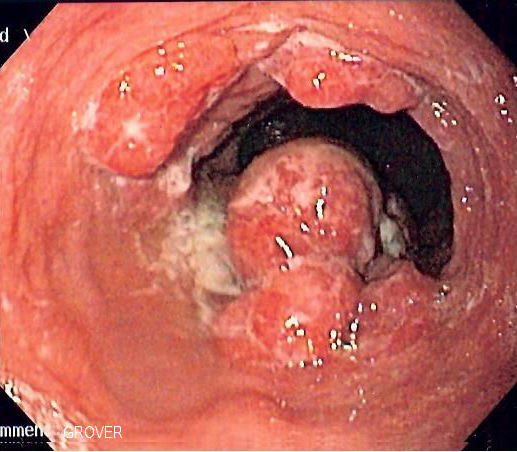
تصویر آندوسکوپی بیمار مبتلا به آدنوکارسینوم مری دیده شده در اتصال جراحی مری.

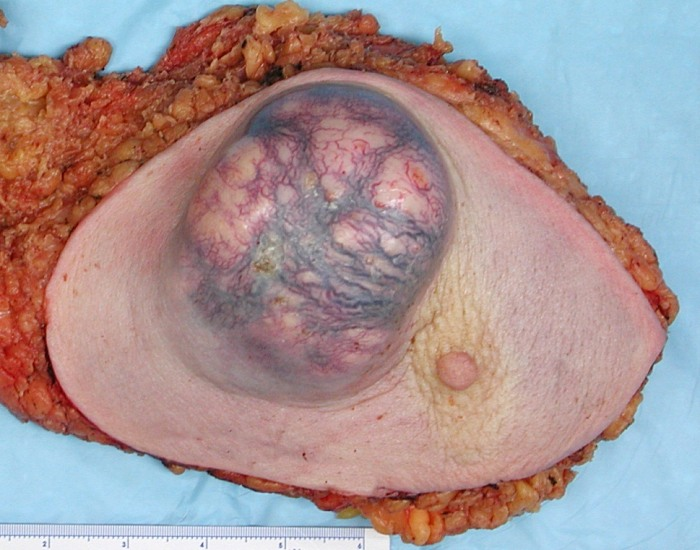
نمونه ماستکتومی حاوی سرطان بسیار بزرگ پستان است (در این مورد، کارسینوم مجرای تهاجمی).

#### سرطان کلورکتال (روده)

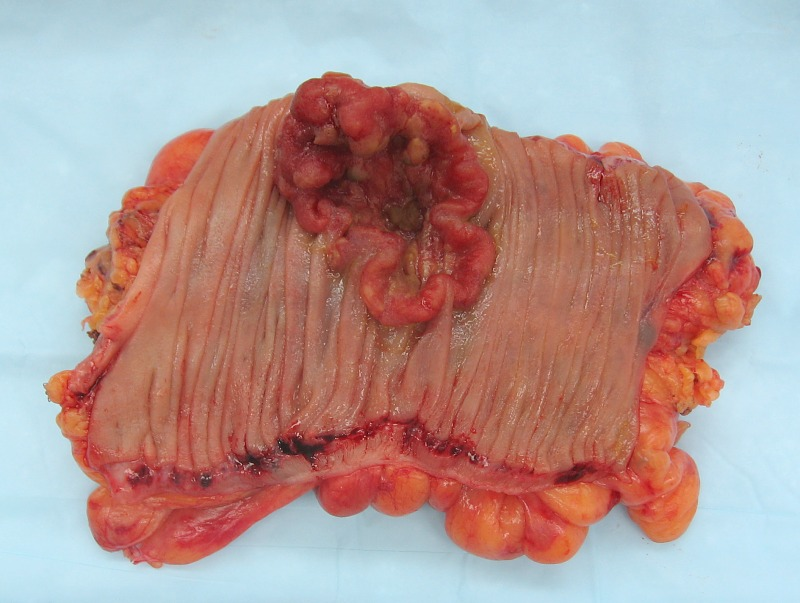
نمونه کولکتومی شامل یک کارسینوم مهاجم کولورکتال (تومور به شکل دهانه، قرمز و بی نظیر شکل) است.

#### سرطان کبد

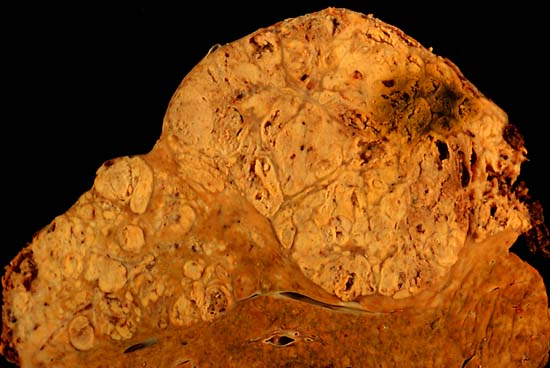
هپاتوسلولار کارسینوم در فردی که هپاتیت C مثبت بود. نمونه کالبد شکافی

#### سرطان ریه
مصرف الکل بیش از ۲ مرتبه در روز با افزایش خطر ابتلا به سرطان ریه همراه است. اظهار نظری در مورد یک مطالعه توسط فرودنهیم و همکاران، می‌نویسد: «این مطالعه، مانند دیگران، نشان می‌دهد که یک رابطه ضعیف و مثبت بین مصرف بیشتر مقادیر الکل (> ۲ نوشیدنی در روز) و خطر سرطان ریه وجود دارد.»

#### سرطان پوست
هر مقدار مصرف الکل با توسعه ملانوم بدخیم همراه است.

#### سرطان معده
«خطر ابتلا به سرطان معده، کولون، رکتوم، کبد، پستان و تخمدان‌ها در زنان نیز به میزان قابل توجهی با مصرف الکل افزایش میابد.»

#### سرطان آندومتر (رحم)

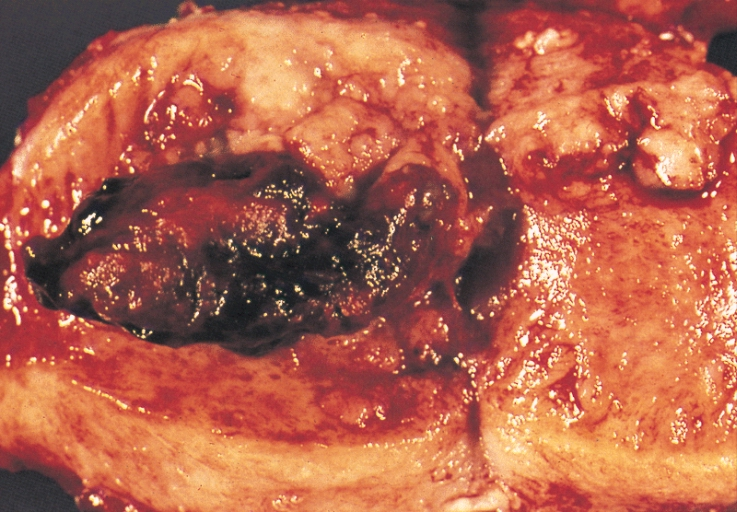
آدنوکارسینوم آندومتر که به عضله رحم حمله می‌کند.

#### سرطان روده کوچک

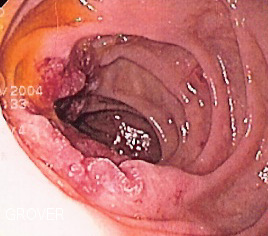
تصویر آندوسکوپی آدنوکارسینومای دوازدهه دیده شده در دوازدهه پس از گلبول قرمز.

### سایر بررسی‌ها

#### لوسمی
مصرف الکل در دوران بارداری با لوسمی دوران کودکی ارتباط دارد. بررسی ای که توسط مؤسسه ملی سرطان منتشر شد اعلام داشت که منع مصرف الکل مادر در دوران بارداری را در رده «توصیه» قرار داد اما نتیجه گرفت که این خطر مهم نیست.
لوسمی حاد لنفوسیتی (ALL)
برای ALL در کودکان، مصرف الکل مادر در دوران بارداری بعید است عامل مهمی باشد.

### مواردی مشکوک به افزایش خطر نیست
این بخش، سرطان‌هایی را فهرست می‌کند که در آن الکل به عنوان یک عامل خطر شناخته شده نیست و درباره آن مقالاتی منتشر شده‌است.

#### نوروبلاستوما
مطالعات اندکی نشان می‌دهد که افزایش خطر ابتلا به نوروبلاستوما با مصرف الکل در دوران بارداری ارتباط دارد.